# 상모리 석상
상모리 석상은 제주특별자치도 서귀포시 대정읍, 모슬포우체국에 있는 석상이다.
2019년 11월 27일 제주특별자치도의 향토유형유산 제27호로 지정되었다.

## 지정 사유
상모리 석상은 상모리와 하모리 경계에 세워져 서남방의 허한 곳을 막아 마을을 보호하던 역할을 하였는데 일제강점기에 쓰러지고 매립되어 방치되었다가 1990년 머리 부분과 몸통부분을 맞추어 지금과 같이 복원하였다.
석상은 좁은 테가 달린 모자를 쓰고 있는데 눈, 입 등은 음각으로 묘사하였으며 코는 볼의 양면을 깎아 도드라지게 표현하였다. 배 위에 오른손이 위, 왼손이 아래로 포개져 있으며 가슴에는 사각의 음각  테두리 안에 방어한다는 의미의 '干'자가 새겨져 있다. 전체적인 형태는 하반신 쪽으로 살짝 넓어지는 형태이며 앞쪽으로 약간 구부정한 모양이다. 석상의 뒷면에도 옷소매의 표현으로 보이는 조각의 형태를 확인할 수 있다. 전체적인 형태는 돌하르방이나 제주 동자석 등의 인물석상에서 보이는 하반신이 생략된 형태나 조각기법 등에서 유사한 특징을 가지고 있다.
이 석상은 제주도내 마을에 세워지는 '방사'의 의미를 가진 거욱대, 극대, 답 등으로 불리는 일반적인 형태의 반타원형의 돌탑과는 완전히 다른 형태로, 단독 인물 석상의 형태를 띠고 있으며 이처럼 뚜렷한 목적성을 가지고 이러한 형태적 특징을 보이는 석상은 제주도내에서도 매우 독특하여 희소성을 가진 문화재라고 할 수 있다. 또한 자료가 많지 않아 연구조건이 열악한 제주도의 조각사 일면을 밝히는 기초자료로서의 가치를 지닌 점 등으로 미루어 보아 향토유형유산으로 지정할만한 충분한 가치가 있다.